# 팔탄초등학교 대방분교
팔탄초등학교 대방분교는 대한민국 경기도 화성시 팔탄면 노하리에 있는 공립 초등학교이다.

## 학교 연혁
- 1966년 9월 2일 팔탄국민학교 율암분실 개교
- 1967년 3월 1일 팔탄국민학교 노하분교장 승격
- 1969년 3월 1일 대방국민학교로 승격
- 1995년 3월 1일 팔탄국민학교 대방분교장 개편
- 1996년 3월 1일 팔탄초등학교 대방분교

## 참고 자료
- 팔탄초등학교대방분교장 - 한국교육학술정보원 학교알리미